# La Folie-Herbault
La Folie-Herbault era una comuna francesa que estaba situada en el departamento de Eure y Loir, de la región de Centro-Valle del Loira, que en 1834 se fusionó con la comuna de Fains, formando la comuna de Fains-la-Folie.

## Demografía
| Gráfica de evolución demográfica de La Folie-Herbault entre 1793 y 1831 |
|                                                                         |

Los datos demográficos contemplados en este gráfico se han cogido de la página francesa EHESS/Cassini.